# Tour Sequana
La Tour Sequana, anche chiamata Tour Mozart, è un grattacielo situato nel quartiere finanziario della Val de Seine, a Issy-les-Moulineaux, comune alla periferia di Parigi. 
Alta 100 metri, può ospitare 2.720 persone. È stato costruito da Arquitectonica con lo studio di progettazione Arup Sustainable Design, poi inaugurato il 14 settembre 2010.
La torre, costruita da Bouygues Construction, è certificata HQE contando cinque obiettivi HQE raggiunti con il livello "alte prestazioni" e sei obiettivi HQE raggiunti con il livello "prestazioni medie".
Tutte le apparecchiature dovrebbero consentire alla torre di risparmiare il 50% rispetto al consumo energetico degli uffici tradizionali, ovvero emissioni di CO2 di 12 kg / m2 all'anno.
Nel 2007 Bouygues Immobilier ha vinto il Grand Prix Eco Building Performance nella categoria “Very High Building”, premiando la qualità energetica e ambientale della sua torre.